# HP48

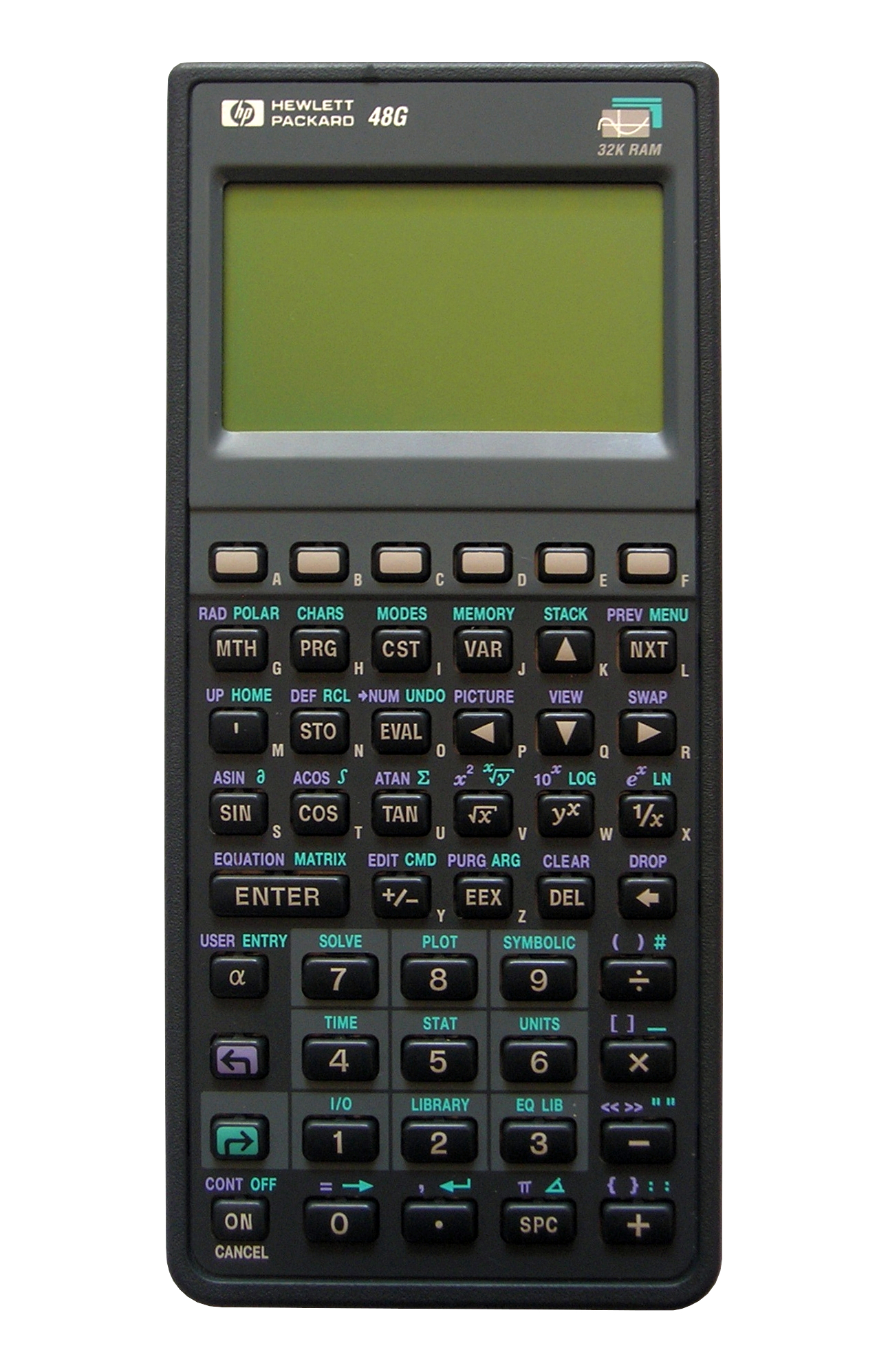
HP 48G.

La serie de calculadoras HP-48 fabricadas por Hewlett-Packard entre 1990 y el 2003 comprende: HP-48S, HP-48SX, HP-48G, HP-48GX, y HP-48G+

## Especificaciones
- CPU arquitectura: Saturn
- Resolución de la pantalla: 131×64 píxeles
- Puertos de comunicación: RS-232 (Puerto serial) de 4 pines o Puerto Infrarrojo (no IrDA)
- Ancho del bus de datos: 8 bits (external)

- Espacio de dirección lógico: 512 KiB
- Máximo tamaño de los registros: 64 bit (both working and scratch registers)
- Puertos para tarjetas de expansión en los modelos X: 2
- Pines de las tarjetas de expansión: 40

## Ejemplos de programas para la HP48
En User-RPL:
- HOLA MUNDO

« CLLCD "HOLA MUNDO" MSBOX »
- PROGRAMA E=mc²

« → M « 3E8 'C' STO 'M*C^2' EVAL "E " →TAG  » »
- PROGRAMA PARA ADIVINAR UN NÚMERO

« 10 RAND * IP 0 -> r <-n « DO "ADIVINA EL NÚMERO MÁGICO" "" INPUT OBJ? '<-n' STO CASE <-n r > THEN "MÁS BAJO..." END <-n r < THEN "MÁS ALTO..." END "ACERTASTE" END MSGBOX UNTIL r <-n == END » »
Programa para calcular números primos. Calcula el tiempo empleado en formato HMS.
```
<< 
“INTRODUCE EL NÚMERO:”
“”
INPUT OBJ 
TIME SWAP
3   t p n
<<  
DO  p n /
	IF FP 0 ==
	THEN  p “NO ES PRIMO” n KILL
	END
n 2 + ‘n’ STO
UNTIL n 2 ^ p >
END CLEAR p “PRIMO”
TIME HMS→ t  HMS→   -   →HMS
>>
>>

```